# Chiến dịch hợp vây Colmar
Chiến dịch hợp vây Colmar (mật danh: Chiến dịch Cheerful) là một chiến dịch tấn công của quân đội Đồng Minh phương Tây nhằm vào Tập đoàn quân số 19 (Đức) ở Alsace (Pháp) thời Chiến tranh thế giới thứ hai. Chiến dịch diễn ra từ ngày 20 tháng 1 đến ngày 9 tháng 2 năm 1945, và do Cụm Tập đoàn quân số 6 Mỹ-Pháp (Tư lệnh: Trung tướng Jacob Devers) thực hiện. Mục tiêu của chiến dịch là tiêu diệt lực lượng Đức co cụm ở Colmar, giải phóng hoàn toàn tỉnh Alsace và chấm dứt sự hiện diện của quân đội Đức trên bờ tây sông Rhein. Chiến dịch kết thúc với thắng lợi lớn của quân đội Đồng Minh, họ đã loại được 80% binh lực của Tập đoàn quân số 19.
Trong hàng loạt trận đánh dữ dội vào tháng 11-12 năm 194, Tập đoàn quân số 1 (Pháp) và Tập đoàn quân số 7 (Mỹ) đã trục Tập đoàn quân số 19 (Đức) khỏi hầu hết tỉnh Alsace, trừ khu vực Colmar trên bờ tây sông Rhein. Quân Đức co cụm về giữ Colmar và đánh lui nhiều đợt tấn công liên quân Pháp-Mỹ tháng 12 năm 1944. Từ Colmar, quân Đức mở trận phản kích chiếm lại Alsace vào ngày 1 tháng 1 năm 1945 nhưng không thành công. Sau thất bại này của quân đội Đức, Bộ Tổng tư lệnh Đồng Minh phát lệnh cho Cụm Tập đoàn quân số 6 dùng các Quân đoàn I, II của Tập đoàn quân số 1 (Pháp) bao vây, tiêu diệt cụm cứ điểm Colmar đặng khai thông con đường vượt sông Rhein tiến vào bản thổ Đức.
Cuộc tiến công mở màn của Tập đoàn quân số 1 (Pháp) vào ngày 20 tháng 1 năm 1945, nhưng thời tiết xấu cộng với sự kháng cự bền bỉ của quân đội Đức đã làm chậm đà tiến công của 2 quân đoàn Pháp và gây cho họ nhiều tổn thất. Bộ Tư lệnh Đồng Minh phải chuyển Quân đoàn XXI (Mỹ) sang đội hình Tập đoàn quân số 1 (Pháp) để trợ giúp người Pháp đánh chiếm Colmar. Được tăng cường lực lượng, quân Đồng Minh tăng tốc tiến công, đánh tan các tuyến phòng ngự của địch và cắt đôi cụm cứ điểm Colmar vào ngày 5 tháng 2 năm 1945. Tình hình này buộc Tổng tư lệnh quân đội Đức ở Tây Âu - Thống chế Gerd von Rundstedt phải ra lệnh cho Tập đoàn quân số 19 tháo chạy sang bờ đông sông Rhein. Quân Đức bị thiệt hại rất lớn trên đường rút lui. Đến ngày 9 tháng 2 năm 1945, Lực lượng Pháp-Mỹ cuối cùng đã hoàn thành việc thanh toán cụm cứ điểm Colmar.

## Bối cảnh lịch sử

### Cụm đề kháng Colmar hình thành
Trên bờ tây sông Rhein, quân đội Đức đã lập một đầu cầu dài 65 km và rộng 50 km vào tháng 11 năm 1944, sau khi Cụm Tập đoàn quân số 6 (Mỹ) gồm Tập đoàn quân số 1 (Pháp) và Tập đoàn quân số 7 (Mỹ) chọc thủng trận địa quân Đức ở dãy Vosges. Tập đoàn quân số 1 (Pháp) do Đại tướng Jean de Lattre de Tassigny chỉ huy đã đánh chiếm khe hở Belfort và tiêu diệt Quân đoàn Không quân IV (Đức) gần thị trấn Burnhaupt phía nam dãy Vosges. Không lâu sau, Tập đoàn quân số 1 (Pháp) áp sát sông Rhein tại khu vực phía bắc biên giới Thụy Sĩ, giữa Mulhouse và Basel. Cùng lúc đó, trên mạn bắc dãy Vosges, Tập đoàn quân số 7 (Mỹ) với mũi nhọn đột kích là Sư đoàn Thiết giáp số 2 (Pháp) đã chọc thủng phòng tuyến Saverne, tiến ra sông Rhein và giải phóng Strasbourg vào ngày 23 tháng 11 năm 944. Thắng lợi của các cuộc hành quân đã hất quân Đức từ khu vực phía nam Alsace về một đầu cầu hơi tròn nằm quanh thị trấn Colmar, gọi là Cái túi Colmar.

### Nhìn nhận của Đức
Ngoài Normandie, những vùng đất Pháp mà quân Đức phòng vệ quyết liệt nhất là Alsace và Lorraine.